# Barbacoll pitbru
El barbacoll pitbru (Notharchus ordii) és una espècie d'ocell de la família dels bucònids (Bucconidae) que habita la selva humida del sud de Veneçuela i zones limítrofes del Brasil i zona nord de la frontera entre Perú i Bolívia.